# My Week with Marilyn
My Week with Marilyn (bra: Sete Dias com Marilyn; prt: A Minha Semana com Marilyn) é um filme biográfico britano-estadunidense de 2011 dirigido por Simon Curtis e escrito por Adrian Hodges. É estrelado por Michelle Williams, Kenneth Branagh, Eddie Redmayne, Emma Watson e Judi Dench. Baseado em dois livros de Colin Clark, o filme mostra o making of do filme The Prince and the Showgirl (1957), estrelado por Marilyn Monroe (Williams) e Laurence Olivier (Branagh). Ele centra-se na semana em que Monroe passou um tempo sendo acompanhada pela Grã-Bretanha por Clark (Redmayne), depois que seu marido, Arthur Miller (Scott), deixou o país.
A filmagem principal começou em 4 de outubro de 2010 na Pinewood Studios. As filmagens ocorreram em Saltwood Castle , White Waltham Airfield e locais próximos a Londres. Curtis também usou o mesmo estúdio em que Monroe gravou The Prince and the Showgirl. My Week with Marilyn teve sua estreia mundial no Festival de Cinema de Nova Iorque em 9 de outubro de 2011 e foi exibido no Mill Valley Film Festival dois dias depois. O filme foi lançado oficialmente em 23 de novembro de 2011 nos Estados Unidos e em 25 de novembro no Reino Unido.

## Enredo
No filme, é mostrada a visão de Colin Clark, que trabalha como assistente no set britânico de The Prince and the Showgirl, da relação dos protagonistas Laurence Olivier e Marilyn Monroe. A atriz também está no Reino Unido em lua de mel com Arthur Miller. Quando Miller deixa o país, Clark faz companhia a Monroe e eles passam uma semana juntos.

## Elenco
- Michelle Williams como Marilyn Monroe
- Kenneth Branagh como Sir Laurence Olivier
- Eddie Redmayne como Colin Clark
- Judi Dench como Sybil Thorndike
- Emma Watson como Lucy
- Dougray Scott como Arthur Miller
- Dominic Cooper como Milton H. Greene
- Julia Ormond como Vivien Leigh
- Derek Jacobi como Sir Owen Morshead
- Zoë Wanamaker como Paula Strasberg
- Richard Clifford como Richard Wattis
- Philip Jackson como Roger Smith
- Simon Russell Beale como Almirante Cotes-Preedy

## Desenvolvimento
My Week with Marilyn é baseado em The Prince, The Showgirl and Me e My Week with Marilyn, ambos de Colin Clark; os livros são dois relatos diários que exploram o tempo do autor no set de The Prince and the Showgirl e o tempo que passou com Monroe. O roteiro foi adaptado e escrito por Adrian Hodges. O filme é dirigido por Simon Curtis e esta é sua estreia no cinema. David Parfitt produziu o filme, que foi financiado pela The Weinstein Company e pela BBC Films.

### Escolha do elenco
Em agosto de 2009, Scarlett Johansson se tornara a favorita para interpretar Marilyn Monroe no filme. Kate Hudson, Amy Adams, Lindsay Lohan e Michelle Williams também foram nomeadas como candidatas potenciais para Monroe. Três meses depois, foi revelado que Williams estava em negociações para o papel. Williams foi a única atriz com quem os produtores se reuniram durante a seleção, a despeito das outras atrizes sendo consideradas para o papel. Williams disse a Adam Green, da revista Vogue, que a ideia de interpretar Monroe fora assustadora, mas que quando ela terminou de ler o roteiro, ela sabia que queria o papel. A atriz, então, passou seis meses lendo biografias, diários, cartas, poemas e anotações sobre e de Monroe. Ela também olhava fotografias, assistiu seus filmes e ouviu suas gravações. Williams teve de ganhar peso para o papel e ela trabalhou com um coreógrafo, visando andar perfeitamente como Monroe.
Mais de quarenta atores fizeram o teste para o papel de Clark; entre eles estava James Jagger, que iniciara conversações com os produtores em maio de 2010. Em setembro, foi anunciado que Eddie Redmayne tinha sido escalado como Clark. Parfitt disse ao Daily Mail que encontrar um ator para o papel tinha sido difícil. Ele falou: "É uma parte diabolicamente complicada encontrar a pessoa certa para Colin porque ele foi para Eton, estudou em Oxford e voou pela RAF". No mesmo mês, foi também anunciado que a atriz da franquia cinematográfica Harry Potter, Emma Watson, tinha sido escolhida para o pequeno papel de uma assistente de figurino, chamada Lucy. Estava programado para Watson passar apenas alguns dias no set de filmagens, afim de evitar que os seus estudos na Brown University fossem interrompidos. Kenneth Branagh iniciou suas conversas com os produtores para o papel de Laurence Olivier em julho de 2010, depois que Ralph Fiennes tivera que sair para dirigir sua adaptação de Coriolanus. Posteriormente, Branagh foi escolhido para o papel.
Dominic Cooper ganhou o papel de Milton H. Greene, um fotógrafo e parceiro de negócios de Monroe. Sobre Greene, Cooper disse: "Ele era muito velho, mas eles tinham uma relação muito estreita. Eu acho que Marilyn se sentia muito apoiada por ele no início. Mas finalmente ele se tornou seu agente e parceiro de negócios, o que é um pouco demais". Cooper filmou suas cenas entre o seu trabalho em Capitão América: O Primeiro Vingador. Catherine Zeta-Jones foi abordada por executivos da The Weinstein Company para aparecer no filme como a atriz Vivien Leigh. Zeta-Jones recusou o papel porque não queria passar uma semana ou mais longe de seu marido, Michael Douglas, que estava se tratando de um câncer de garganta. Curtis e os produtores começaram a fazer audições com outras atrizes e mais tarde escolheram Julia Ormond para o papel. A escalação de Ormond foi anunciada ao mesmo tempo que a de Dougray Scott, que interpreta Arthur Miller. Derek Jacobi foi escolhido para representar Sir Owen Morshead, o bibliotecário real de Windsor Castle, Philip Jackson interpreta o detetive particular de  Monroe e Judi Dench interpreta Sybil Thorndike. Zoë Wanamaker é Paula Strasberg, consultora de atuação e amiga de Monroe e Richard Clifford foi escalado como Richard Wattis, o ator que interpretou um cortesão em The Prince and the Showgirl. O filme também é estrelado por Toby Jones, Geraldine Somerville e Simon Russell Beale. Foi anunciado em 8 de outubro de 2010, que o elenco do filme havia sido concluído.

## Filmagens
A fotografia principal de My Week with Marilyn começou em 19 de setembro de 2010. Dench filmou suas cenas durante esse mês, porque ela logo teve que ir para a Índia para começar a trabalhar em outro projeto. Filmagens ocorreram no Pinewood Studios desde 04 de outubro de 2010. Três dias depois, o aeródromo White Waltham Airfield foi transformado no Aeroporto de Londres Heathrow dos anos 50 para recriar o momento em que Monroe chegou na Grã-Bretanha para iniciar a produção de The Prince and the Showgirl. O estúdio em que Monroe gravou The Prince and the Showgirl, em 1956, foi usado para filmar cenas de My Week with Marilyn. Foi dado a Williams o mesmo camarim que Monroe tinha usado no momento de sua atuação. As filmagens ocorreram em locais em torno de Londres. Estes incluíram uma casa perto de Windsor em que Monroe e Miller viveram durante sua estadia na Inglaterra. O British Cinematographer reportou que a produção também filmou cenas em Saltwood Castle, perto de Folkestone, onde Clark cresceu quando garoto.

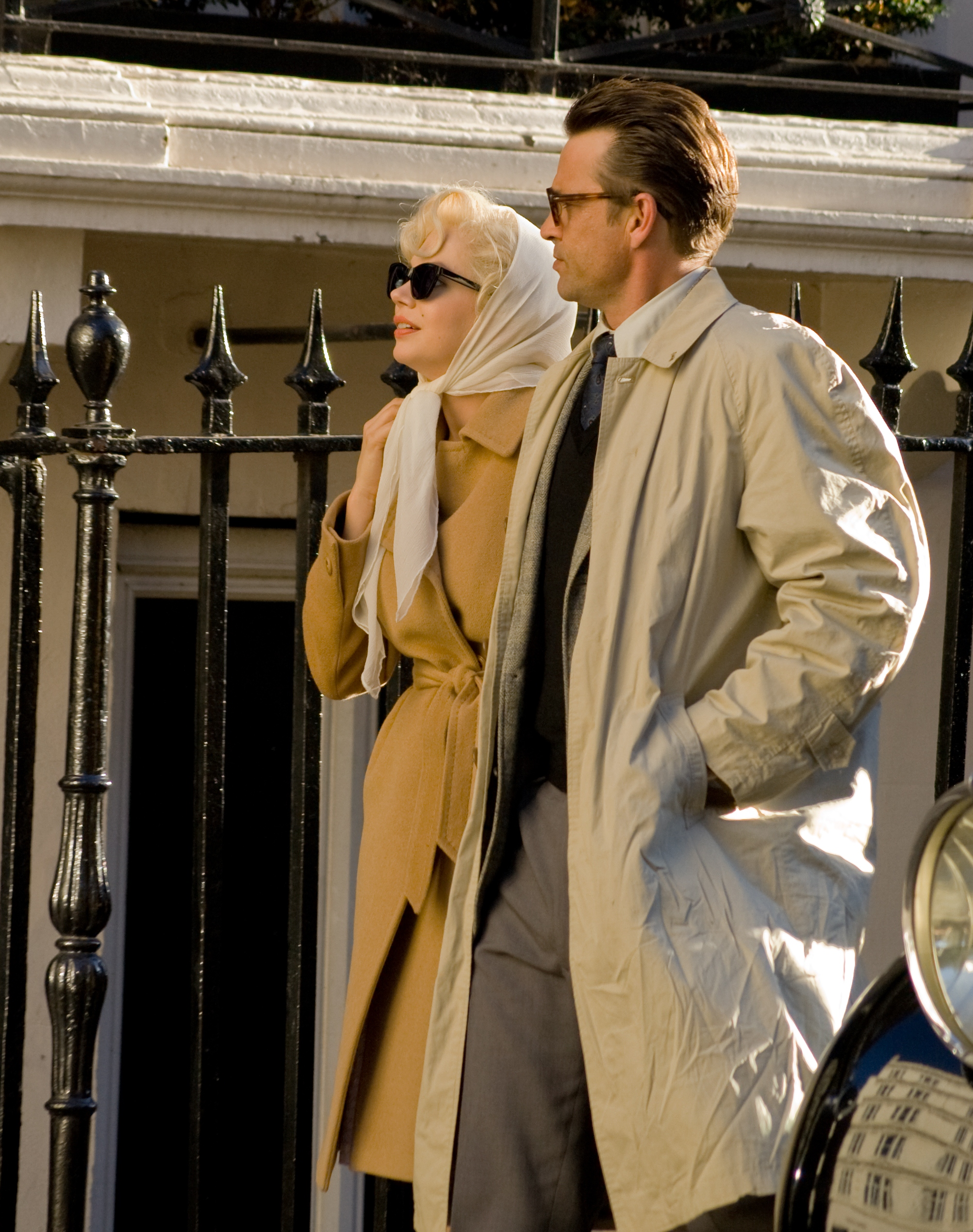
Michelle Williams como Monroe e Dougray Scott como Miller no set de gravação, em Londres.

O diretor de fotografia Ben Smithard disse que as referências criativas e visuais em My Week with Marilyn não vieram de outros filmes, mas sim a partir de fotos do fotógrafo e pintor americano Saul Leiter. Smithard afirmou ao British Cinematographer que uma quantidade significativa de tempo fora gasta na pré-produção. Ele disse: "É como uma aula de história, e você pode aprender sobre um ponto no tempo". As filmagens de My Week with Marilyn  duraram sete semanas e foram concluídas em novembro de 2010. A pós-produção decorreu de 28 de novembro de 2010 a 31 de agosto de 2011.

### Figurino
A figurinista de My Week with Marilyn foi Jill Taylor. Taylor, que trabalhou anteriormente em Sliding Doors e Match Point, criou os figurinos para o filme em seis semanas e ela vestiu todo o elenco. Ela retirou muitos dos itens de lojas vintage, casas de leilões e mercados. Falando a Estella Shardlow, da Seekers Vintage, Taylor disse: "Eu andei através de montes e montes de feiras de antiguidades e lojas vintage para ver se nós poderíamos encontrar peças vintage originais que fossem suficientes para o filme. Fomos muito bem-sucedidos, mas nós também tivemos que reproduzir um lote a partir de fotografias originais - por exemplo, nós tivemos que fazer a cena em que ela chega neste país, que é bem documentado em noticiários". Taylor disse a Shardlow que era difícil encontrar tecidos que parecessem "exuberantes" como eles fizeram nos anos cinquenta e que ela tinha alguns figurinos desafiadores a fazer, incluindo um vestido de The Prince and the Showgirl para a personagem de Dench, Sybil Thorndike. A designer também disse que ela teve que fazer algumas adaptações para um terno usado por Ormond, já que ela tem uma forma do corpo completamente diferente de sua personagem, Vivien Leigh.  Durante a pesquisa para o personagem de Watson, Lucy, Taylor encontrou uma fotografia da equipe de The Prince and the Showgirl. Uma das meninas da foto estava usando um vestido de tartan, então Taylor saiu e encontrou um vestido de tartan original para Watson vestir. Ela disse que ela e sua equipe se divertiram com a personagem de Watson. A designer disse: "Dada a influência norte-americana para a Inglaterra na década de 50, seu estilo é semelhante a Sandra Dee e girlie".
Taylor disse a Sarah Smith, da InStyle, que ela trabalhou com muitas fotografias de Monroe, particularmente aquelas captadas em sua lua de mel com Miller. Taylor também trabalhou com Williams durante o processo de design e explicou que a atriz iria trazer referências para sua imagem. Taylor faria esboços para Williams enquanto falavam e a designer disse que "foi uma colaboração sobre o que ela pensou que gostaria de vestir e o que eu pensava". A designer disse a Smith que estava muito satisfeita com o sucesso do vestido branco que ela tinha feito para Williams durante as cenas de The Prince and the Showgirl. Quando perguntada se Williams tinha uma roupa favorita, Taylor disse a atriz gostara de usar particularmente um vestido preto e uma saia com camisa combinando.

### Música
A trilha sonora original do filme foi composta pelo compositor de cinema e orquestrador americano Conrad Pope, e pelo compositor francês de cinema Alexandre Desplat. Desplat escreveu uma peça de música para My Week with Marilyn intitulada "Marilyn's Theme", que Pope adaptou em sua partitura. O pianista Lang Lang é um performer destacado em várias composições de Pope e Desplat. Williams também participa da trilha cantando "I Found A Dream", "That Old Black Magic" e um medley de "When Love Goes Wrong, Nothing Goes Right" e "Heat Wave". Outras canções incluem "Autumn Leaves" e "Memories Are Made of This". A trilha sonora foi lançada digitalmente em 01 de novembro de 2011.

## Lançamento

### Divulgação
O primeiro trailer para o filme foi introduzido por Harvey Weinstein durante o Festival de Cinema de Cannes 2011. Ele foi lançado oficialmente em 06 de outubro de 2011. Em 18 de outubro, a The Weinstein Company lançou um trailer promocional que combina cenas inéditas de seu filme com um remix de "The One That Got Away", single da cantora norte-americana Katy Perry.

### Entrada em festivais e lançamento mundial
My Week with Marilyn fez sua estreia mundial em 9 de Outubro de 2011, durante o 49.º Festival de Cinema de  Nova Iorque. O filme foi exibido no Festival de Cinema de Mill Valley dois dias depois e foi então adicionado à escalação do Hamptons International Film Festival e do 26º Annual Fort Lauderdale International Film Festival. O loga-metragem foi a apresentação central do 47º Chicago International Film Festival e foi exibido no Wooburn Festival em High Wycombe em 17 de outubro. Mais tarde, foi exibido no Festival de Cinema de Filadélfia e no AFI Fest.
My Week with Marilyn foi lançado em 25 de Novembro no Reino Unido. O filme foi originalmente programado para ser lançado em 4 de novembro nos Estados Unidos, mas logo após a sua estreia no Festival de Cinema de Nova Iroque, a The Weinstein Company moveu a data de lançamento para 23 de novembro. O filme estreou com um lançamento limitado em 73 mercados e 244 salas. Em novembro de 2011, Harvey Weinstein afirmou que tinha o interrese de adaptar My Week with Marilyn aos palcos da Broadway caso o filme fizesse sucesso nas bilheterias.

## Recepção
O filme recebeu, em geral, opiniões positivas dos críticos. O site Rotten Tomatoes relata que 82% de 119 críticos deram ao filme uma revisão positiva, com uma média de classificação de 7,1 em 10. Segundo o resumo deste site de consenso crítico, "Michelle Williams brilha em My Week com Marilyn, capturando o magnetismo e a vulnerabilidade de Marilyn Monroe". O Metacritic, que atribui uma pontuação de 100-100 para resenhas de filmes, deu ao longa-metragem uma classificação média de 65 com base em 36 opiniões. David Rooney, do The Hollywood Reporter, elogiou a performance de Williams e disse que ela capturou o estilo vocal de Marilyn Monroe. Rooney também elogiou Redmayne como Clark, dizendo que suas cenas com Williams foram cativantes. Contudo, Rooney salientou que o roteiro de Hodges precisava ser aprimorado e que Curtis fracassara em escavar demais a profundidade psicológica, acrescentando que My Week with Marilyn é curto em perspectiva, tornando-o um "esplendor superficial do showbiz". Ronnie Scheib, da Variety, disse que My Week with Marilyn "voa desconfortavelmente entre o arco comédia-sala de estar e prenuncia um drama", afirmando que Curtis alinha os personagens com "nenhuma atenção à lógica espacial ou fluxo rítmico". Scheib acrescentou que o filme está "nas costas do desempenho de Williams", enquanto a história parece ter sido arrancada de revistas de cinema de fãs da época.
Adam Green, da Vogue, disse que o filme não chega a atingir "o grande drama e a urgência de um filme de época, como O Discurso do Rei", mas que faz evocar uma época desaparecida no cinema. Green acrescentou que Williams é a principal atração e que ela traz Monroe para a vida "com delicadeza comovente e precisão, sem recorrer a representação ou clichê". Regina Weinreich, do The Huffington Post, chamou My Week with Marilyn de "uma jóia" e disse que a história "consegue transmitir tanto de Marilyn, em especial a sua vulnerabilidade pueril, a insegurança dela como atriz, seu charme natural e talentos. Embora tenhamos visto Michelle Williams sapatear e ouvi-la cantar antes - ela foi excelente no ano passado, com Blue Valentine - seus movimentos e voz como Marilyn evocam o sujeito discreto, com performances magnéticas". Weinreich também elogiou o restante do elenco, incluindo Redmayne, Branagh e Dench, dizendo que eles eram "especialmente bons". Um escritor do indieWIRE disse que My Week with Marilyn é como uma "vida útil superficial feita para filmes de TV". O escritor chegou a dizer que o filme não é terrível, mas que há "muito pouca carne no osso". Ele acrescentou que o filme tem um elenco fantástico, que faz o seu melhor com um roteiro mediano. Robbie Collin, escrevendo para o Daily Telegraph, deu ao filme três de cinco estrelas e disse: "Michelle Williams faz uma mesmérica Monroe em My Week with Marilyn, mas o filme cai decepcionante em curto boop-boop-be-doo".
Rene Rodriguez, Miami Herald, deu ao filme três de quatro estrelas. Ele disse: "Um dos prazeres-chefe de My Week with Marilyn - que não deve ser abordado como algo além de entretenimento fofo - está em assistir Williams trazer os demônios interiores da vida de Marilyn Monroe e seu fascínio de estrela de cinema com a mesma autoconfiança". O crítico de cinema David Denby, da The New Yorker, também elogiou a atuação de Williams, dizendo: "Em My Week with Marilyn, Williams torna a estrela viva. Ela tem o andar de Monroe, o pescoço, de giro fácil, a cara que responde a tudo como uma flor balançando na brisa. Mais importante, ela tem a doçura sexual e a mágoa, o olhar perdido que muda, em um flash, em resistência e lágrimas". O crítico chamou o filme de "encantador e comovente" e disse que ele é bem feito.